# زیندلینگن
زیندلینگن (به آلمانی: Frankfurt-Sindlingen) یک منطقهٔ مسکونی در آلمان است که در فرانکفورت واقع شده‌است. زیندلینگن ۸٬۹۴۰ نفر جمعیت دارد.